# Artemisia Sanchez
Artemisia Sanchez è una miniserie televisiva in quattro puntate del 2008 e tratta dal romanzo storico di Santo Gioffrè.

## Trama

### Prima puntata
Siamo a Seminara, un piccolo paese della Calabria, ed è il 1763. La marchesa Artemisia Sanchez e il conte Angelo Falvetti si giurano amore eterno, ma il destino li condanna: il padre di Angelo viene assassinato davanti ai loro occhi e lui deve abbandonare la città per evitare di essere il prossimo a perire, per questo decide di seguire lo zio Monsignore.
Vent'anni dopo, Artemisia combatte a fianco del fratello maggiore Gaspare, dell'amico conte Grimaldi e del brigante Niccolò Minerva per il miglioramento delle condizioni lavorative dei suoi contadini, contro la nobiltà locale e l'altro suo fratello, Casimiro. In questo clima, il ritorno di Angelo a Seminara viene accolta con gran felicità, ma per Artemisia la delusione prende il sopravvento quando scopre che è diventato sacerdote.
Straziata dall'amore impossibile per un uomo che ama soltanto il suo Dio e dalla morte violenta di Gaspare, Artemisia decide, per salvare il buon nome della sua famiglia e le sorti dei suoi contadini, di sposare il principe Spinelli.

### Seconda puntata
Gaspare è morto, ma Artemisia non si dà per vinta e prova a portare avanti il lavoro cominciato insieme a lui, solo che continua ad avere gravi complicazioni: suo marito, il principe Spinelli e Casimiro continuano ad ostacolarla in tutte le maniere. A questo punto Artemisia decide di chiedere aiuto ad Angelo, spronandolo a tornare ad occuparsi della gestione delle sue terre: solo lui, impiantando sui propri campi il nuovo trappeto per la produzione di olio commestibile, potrebbe dare il buon esempio ed essere seguito, perché è un sacerdote.
Angelo, non senza titubanza, accetta di aiutarla. Le cose sembrano andare meglio a tutti: Niccolò trova l'amore di Teresa, la cameriera di Artemisia, che per lui è disposta a lasciare tutto e seguirlo; la produzione dell'olio, anche grazie ai consigli del conte Grimaldi, procede alla grande, tanto che deve essere esportato a Genova; i sentimenti tra i due protagonisti sembrano essere più vivi che mai.
Tutto ciò, ancora una volta, non viene visto di buon occhio dal principe Spinelli, che assolda i malvagi mercenari capitanati da Liricio per distruggere le giare d'olio.

### Terza puntata
La vicinanza tra Angelo e Artemisia porta l'uomo di chiesa a chiedersi se il cammino intrapreso sia quello giusto. Deciso a fare chiarezza sul suo futuro, Angelo lascia la gestione delle terre alla sua amata, per ritirarsi in una vecchia chiesa sperduta in un bosco e riflettere.
La nobildonna, nel frattempo, occupa ogni istante della sua vita per continuare la modernizzazione degli uliveti, seppur la sua salute sia cagionevole a causa del veleno che il principe Spinelli le sta facendo somministrare dalla cameriera Agnese.
Quando Artemisia si ritrova in fin di vita, destino vuole che Angelo la salvi con un antidoto proprio vicino alla cascata dove si erano giurati amore eterno.
Non potendola riportare al castello dal principe Spinelli, l'uomo decide di rifugiarsi in riva al mare in mezzo ai pescatori, non sapendo che Liricio è sulle sue tracce ed è pronto ad avvisare Spinelli del nascondiglio, dove Artemisia e Angelo hanno deciso di consumare il loro amore.

### Quarta puntata
Artemisia, furente per aver scoperto che è suo marito a cercare di avvelenarla, ha tutte le intenzioni di affrontarlo a viso aperto, ma Angelo la invita a riflettere ed utilizzare le vie più consone, come la giustizia. Così è: con l'aiuto del giudice della corte del re e del vescovo Agostino Falvetti, i due protagonisti provano ad inchiodare il principe alle sue responsabilità, ma lui è lesto a fuggire.
Se la giustizia terrena non riesce a fare il suo corso, quella ultraterrena non si ferma davanti a niente: un tremendo e devastante terremoto si abbatte su Seminara distruggendo ogni cosa e uccidendo ogni persona, tra cui il principe Spinelli. Ai nostri eroi non rimane che ricominciare a vivere.

## Produzione
Le riprese sono state effettuate a Matera, Cerchiara di Calabria, Cittanova, la Tonnara di Palmi e San Giorgio Morgeto.

## Ascolti
| Puntata | Rai 1            | Rai 1          | Rai 1  | Fonte |
| Puntata | Prima TV         | Telespettatori | Share  | Fonte |
| ------- | ---------------- | -------------- | ------ | ----- |
| 1       | 15 dicembre 2008 | 5.619.000      | 20,40% | [ 2 ] |
| 2       | 16 dicembre 2008 | 5.884.000      | 21,82% | [ 3 ] |
| 3       | 22 dicembre 2008 | 5.978.000      | 23,17% | [ 4 ] |
| 4       | 29 dicembre 2008 | 5.886.000      | 22,88% | [ 5 ] |